# Campionatul Mondial de Handbal Feminin din 2025 - Barajele de calificare
Calificările europene pentru Campionatul Mondial de Handbal Feminin din 2025, care se va desfășura în Germania și Țările de Jos, au avut loc în două faze. 
În prima fază de calificări, 12 echipe care nu au luat parte la campionatul european din 2024 au jucat partide eliminatorii, iar câștigătoarele au avansat în faza a doua de calificare. În această fază, lor li s-au alăturat 18 echipe care au participat la campionatul european din 2024, iar echipele calificate la campionatul mondial au fost decise în urma unor meciuri eliminatorii.

## Faza 1 de calificare

### Sistem
Echipele au fost distribuite în trei urne valorice de câte patru echipe, pentru a putea fi apoi extrase în patru grupe de câte trei echipe. Câștigătoarele fiecărei grupe au avansat în faza a 2-a de calificare.

### Distribuția în urnele valorice
| Urna valorică 1                     | Urna valorică 2                                       | Urna valorică 3                              |
| ----------------------------------- | ----------------------------------------------------- | -------------------------------------------- |
| Italia · Grecia · Kosovo · Finlanda | Israel · Luxemburg · Lituania · Bosnia și Herțegovina | Bulgaria · Marea Britanie · Belgia · Estonia |

### Tragerea la sorți
Tragerea la sorți a a avut loc pe 30 iulie 2024, la Viena, în Austria. În urma extragerii au rezultat grupele de mai jos.

### Grupe

#### Grupa 1
Partidele grupei 1 s-au desfășurat la Šiauliai, în Lituania.
| Loc | Echipa         | MJ | V | E | Î | GM | GP | DG  | Pct | Calificare               |
| --- | -------------- | -- | - | - | - | -- | -- | --- | --- | ------------------------ |
| 1   | Lituania       | 2  | 2 | 0 | 0 | 62 | 47 | +15 | 4   | faza a 2-a de calificare |
| 2   | Grecia         | 2  | 1 | 0 | 1 | 44 | 42 | +2  | 2   |                          |
| 3   | Marea Britanie | 2  | 0 | 0 | 2 | 40 | 57 | −17 | 0   |                          |

| 25 octombrie 2024 18:00 | Lituania         | 37 – 23 | Marea Britanie           | Šiauliai Arena, Šiauliai Asistență: 250 Arbitri: Härgin, Makejev |
| 25 octombrie 2024 18:00 | trei jucătoare 6 | (18–10) | Kesselring, Thornewell 4 | Šiauliai Arena, Šiauliai Asistență: 250 Arbitri: Härgin, Makejev |
| 25 octombrie 2024 18:00 | 2× 1×            | Raport  | 6×                       | Šiauliai Arena, Šiauliai Asistență: 250 Arbitri: Härgin, Makejev |

| 26 octombrie 2024 15:00 | Marea Britanie | 17 – 20 | Grecia      | Šiauliai Arena, Šiauliai Asistență: 200 Arbitri: Härgin, Makejev |
| 26 octombrie 2024 15:00 | Thornewell 5   | (9–12)  | Andritsou 8 | Šiauliai Arena, Šiauliai Asistență: 200 Arbitri: Härgin, Makejev |
| 26 octombrie 2024 15:00 | 3× 1×          | Raport  | 5× 2×       | Šiauliai Arena, Šiauliai Asistență: 200 Arbitri: Härgin, Makejev |

| 27 octombrie 2024 15:00 | Grecia                       | 24 – 25 | Lituania       | Šiauliai Arena, Šiauliai Asistență: 580 Arbitri: Härgin, Makejev |
| 27 octombrie 2024 15:00 | Andritsou, Chatziparasidou 6 | (11–11) | Arciševskaja 5 | Šiauliai Arena, Šiauliai Asistență: 580 Arbitri: Härgin, Makejev |
| 27 octombrie 2024 15:00 | 5×                           | Raport  | 2×             | Šiauliai Arena, Šiauliai Asistență: 580 Arbitri: Härgin, Makejev |

#### Grupa a 2-a
Partidele grupei a 2-a s-au desfășurat la Hasselt, în Belgia.
| Loc | Echipa                | MJ | V | E | Î | GM | GP | DG  | Pct | Calificare               |
| --- | --------------------- | -- | - | - | - | -- | -- | --- | --- | ------------------------ |
| 1   | Kosovo                | 2  | 2 | 0 | 0 | 64 | 54 | +10 | 4   | faza a 2-a de calificare |
| 2   | Belgia                | 2  | 1 | 0 | 1 | 56 | 59 | −3  | 2   |                          |
| 3   | Bosnia și Herțegovina | 2  | 0 | 0 | 2 | 53 | 60 | −7  | 0   |                          |

| 25 octombrie 2024 20:00 | Belgia        | 28 – 32 | Kosovo   | Sporthal Alverberg, Hasselt Asistență: 968 Arbitri: Bočáková, Jánošíková |
| 25 octombrie 2024 20:00 | Antonissen 12 | (12–19) | Demaj 11 | Sporthal Alverberg, Hasselt Asistență: 968 Arbitri: Bočáková, Jánošíková |
| 25 octombrie 2024 20:00 | 4× 1×         | Raport  | 5× 1×    | Sporthal Alverberg, Hasselt Asistență: 968 Arbitri: Bočáková, Jánošíková |

| 26 octombrie 2024 18:00 | Kosovo   | 32 – 26 | Bosnia și Herțegovina | Sporthal Alverberg, Hasselt Asistență: 83 Arbitri: Bočáková, Jánošíková |
| 26 octombrie 2024 18:00 | Demaj 13 | (18–12) | Kolašinac 8           | Sporthal Alverberg, Hasselt Asistență: 83 Arbitri: Bočáková, Jánošíková |
| 26 octombrie 2024 18:00 | 7× 1×    | Raport  | 2×                    | Sporthal Alverberg, Hasselt Asistență: 83 Arbitri: Bočáková, Jánošíková |

| 27 octombrie 2024 16:00 | Bosnia și Herțegovina | 27 – 28 | Belgia       | Sporthal Alverberg, Hasselt Asistență: 1,115 Arbitri: Bočáková, Jánošíková |
| 27 octombrie 2024 16:00 | trei jucătoare 6      | (13–16) | Antonissen 9 | Sporthal Alverberg, Hasselt Asistență: 1,115 Arbitri: Bočáková, Jánošíková |
| 27 octombrie 2024 16:00 | 3× 1×                 | Raport  | 5× 1×        | Sporthal Alverberg, Hasselt Asistență: 1,115 Arbitri: Bočáková, Jánošíková |

#### Grupa a 3-a
Partidele grupei a 3-a s-au desfășurat la Karis, în Finlanda.
| Loc | Echipa   | MJ | V | E | Î | GM | GP | DG  | Pct | Calificare               |
| --- | -------- | -- | - | - | - | -- | -- | --- | --- | ------------------------ |
| 1   | Israel   | 2  | 2 | 0 | 0 | 55 | 40 | +15 | 4   | faza a 2-a de calificare |
| 2   | Estonia  | 2  | 0 | 1 | 1 | 46 | 53 | −7  | 1   |                          |
| 3   | Finlanda | 2  | 0 | 1 | 1 | 42 | 50 | −8  | 1   |                          |

| 24 octombrie 2024 17:00 | Estonia   | 24 – 24 | Finlanda   | Karis Idrottshall, Karis Asistență: 350 Arbitri: Radčenko, Pērsis |
| 24 octombrie 2024 17:00 | Molkova 9 | (12–12) | Peitsaro 6 | Karis Idrottshall, Karis Asistență: 350 Arbitri: Radčenko, Pērsis |
| 24 octombrie 2024 17:00 | 2× 1×     | Raport  | 2×         | Karis Idrottshall, Karis Asistență: 350 Arbitri: Radčenko, Pērsis |

| 25 octombrie 2024 17:00 | Israel   | 29 – 22 | Estonia           | Karis Idrottshall, Karis Asistență: 90 Arbitri: Radčenko, Pērsis |
| 25 octombrie 2024 17:00 | Vakrat 6 | (18–10) | Molkova, Tuusis 4 | Karis Idrottshall, Karis Asistență: 90 Arbitri: Radčenko, Pērsis |
| 25 octombrie 2024 17:00 | 3×       | Raport  | 6×                | Karis Idrottshall, Karis Asistență: 90 Arbitri: Radčenko, Pērsis |

| 26 octombrie 2024 15:00 | Finlanda | 18 – 26 | Israel   | Karis Idrottshall, Karis Asistență: 360 Arbitri: Radčenko, Pērsis |
| 26 octombrie 2024 15:00 | Aarnio 4 | (7–11)  | Vakrat 7 | Karis Idrottshall, Karis Asistență: 360 Arbitri: Radčenko, Pērsis |
| 26 octombrie 2024 15:00 | 1×       | Raport  | 3× 1×    | Karis Idrottshall, Karis Asistență: 360 Arbitri: Radčenko, Pērsis |

#### Grupa a 4-a
Partidele grupei a 4-a s-au desfășurat la Chieti, în Italia.
| Loc | Echipa    | MJ | V | E | Î | GM | GP | DG  | Pct | Calificare               |
| --- | --------- | -- | - | - | - | -- | -- | --- | --- | ------------------------ |
| 1   | Italia    | 2  | 2 | 0 | 0 | 68 | 41 | +27 | 4   | faza a 2-a de calificare |
| 2   | Bulgaria  | 2  | 1 | 0 | 1 | 54 | 50 | +4  | 2   |                          |
| 3   | Luxemburg | 2  | 0 | 0 | 2 | 41 | 72 | −31 | 0   |                          |

| 25 octombrie 2024 18:00 | Bulgaria    | 21 – 29 | Italia       | Pala Santa Filomena, Chieti Asistență: 550 Arbitri: Jakovljević, Kovačević |
| 25 octombrie 2024 18:00 | Sarandeva 7 | (10–12) | Squizziato 6 | Pala Santa Filomena, Chieti Asistență: 550 Arbitri: Jakovljević, Kovačević |
| 25 octombrie 2024 18:00 | 3×          | Raport  | 5×           | Pala Santa Filomena, Chieti Asistență: 550 Arbitri: Jakovljević, Kovačević |

| 26 octombrie 2024 18:00 | Luxemburg | 21 – 33 | Bulgaria   | Pala Santa Filomena, Chieti Asistență: 110 Arbitri: Jakovljević, Kovačević |
| 26 octombrie 2024 18:00 | Welter 5  | (10–16) | Ivanova 12 | Pala Santa Filomena, Chieti Asistență: 110 Arbitri: Jakovljević, Kovačević |
| 26 octombrie 2024 18:00 | 3×        | Raport  | 2× 1×      | Pala Santa Filomena, Chieti Asistență: 110 Arbitri: Jakovljević, Kovačević |

| 27 octombrie 2024 18:30 | Italia    | 39 – 20 | Luxemburg | Pala Santa Filomena, Chieti Asistență: 540 Arbitri: Jakovljević, Kovačević |
| 27 octombrie 2024 18:30 | Mangone 8 | (21–11) | Wirtz 7   | Pala Santa Filomena, Chieti Asistență: 540 Arbitri: Jakovljević, Kovačević |
| 27 octombrie 2024 18:30 | 3×        | Raport  | 3×        | Pala Santa Filomena, Chieti Asistență: 540 Arbitri: Jakovljević, Kovačević |

## Faza a 2-a de calificare
Cele patru câștigătoare din faza 1 și 18 echipe provenite de la campionatul european din 2024 au jucat în această fază. Meciurile s-au desfășurat pe 9 și 10 aprilie, respectiv 12 și 13 aprilie 2025.

### Distribuția în urnele valorice
| Urna valorică 1 | Urna valorică 2 |
| --- | --- |
| Suedia · Muntenegru · Polonia · Slovenia · România · Elveția · Spania · Austria · Cehia · Islanda · Insulele Feroe | Macedonia de Nord · Croația · Turcia · Serbia · Portugalia · Ucraina · Slovacia · Italia · Lituania · Israel · Kosovo |

### Tragerea la sorți
Tragerea la sorți a avut loc pe 15 decembrie 2024, la Viena, de la ora locală 13:30. În urma extragerii au rezultat partidele de mai jos:
| Echipa 1       | Scor gen. | Echipa 2          | Tur   | Retur |
| -------------- | --------- | ----------------- | ----- | ----- |
| Elveția        | 68 – 46   | Slovacia          | 38–22 | 30–24 |
| Italia         | 39 – 61   | România           | 21–30 | 18–31 |
| Polonia        | 45 – 39   | Macedonia de Nord | 22–18 | 23–21 |
| Suedia         | 94 – 40   | Kosovo            | 51–16 | 43–24 |
| Slovenia       | 60 – 62   | Serbia            | 29–29 | 31–33 |
| Portugalia     | 45 – 61   | Muntenegru        | 19–31 | 26–30 |
| Insulele Feroe | 65 – 56   | Lituania          | 36–26 | 29–30 |
| Cehia          | 61 – 46   | Ucraina           | 35–19 | 26–27 |
| Croația        | 44 – 49   | Spania            | 27–26 | 17–23 |
| Austria        | 66 – 54   | Turcia            | 36–29 | 30–25 |
| Islanda        | 70 – 48   | Israel            | 39–27 | 31–21 |

#### Meciuri
| 9 aprilie 2025 18:30 | Elveția  | 38 – 22 | Slovacia   | Sportanlage Kreuzbleiche, St. Gallen Asistență: 1558 Arbitri: Picard, Vauchez |
| 9 aprilie 2025 18:30 | Schmid 8 | (16–15) | Holejová 8 | Sportanlage Kreuzbleiche, St. Gallen Asistență: 1558 Arbitri: Picard, Vauchez |
| 9 aprilie 2025 18:30 | 1×       | Raport  | 4× 1×      | Sportanlage Kreuzbleiche, St. Gallen Asistență: 1558 Arbitri: Picard, Vauchez |

| 13 aprilie 2025 16:00 | Slovacia   | 24 – 30 | Elveția    | Mestská športová hala, Šaľa Asistență: 1830 Arbitri: Pukšič, Satler |
| 13 aprilie 2025 16:00 | Holejová 9 | (12–14) | Gautschi 8 | Mestská športová hala, Šaľa Asistență: 1830 Arbitri: Pukšič, Satler |
| 13 aprilie 2025 16:00 | 1×         | Raport  | 3× 1×      | Mestská športová hala, Šaľa Asistență: 1830 Arbitri: Pukšič, Satler |

| 9 aprilie 2025 18:00 | Italia       | 21 – 30 | România                             | Pala Santa Filomena, Chieti Asistență: 800 Arbitri: Watson, Welin |
| 9 aprilie 2025 18:00 | Rossomando 4 | (8–17)  | Boiciuc, Elghaoui, Gogîrlă, Mihai 4 | Pala Santa Filomena, Chieti Asistență: 800 Arbitri: Watson, Welin |
| 9 aprilie 2025 18:00 | 5×           | Raport  | 2×                                  | Pala Santa Filomena, Chieti Asistență: 800 Arbitri: Watson, Welin |

| 13 aprilie 2025 19:00 | România  | 31 – 18 | Italia                  | TeraPlast Arena, Bistrița Asistență: 2700 Arbitri: Kaluđerović, Vujačić |
| 13 aprilie 2025 19:00 | Ostase 6 | (14–11) | Rossomando, Squizzato 3 | TeraPlast Arena, Bistrița Asistență: 2700 Arbitri: Kaluđerović, Vujačić |
| 13 aprilie 2025 19:00 | 4×       | Raport  | 1×                      | TeraPlast Arena, Bistrița Asistență: 2700 Arbitri: Kaluđerović, Vujačić |

| 9 aprilie 2025 20:30 | Polonia  | 22 – 18 | Macedonia de Nord | Hala Widowiskowo-Sportowa, Koszalin Asistență: 2500 Arbitri: Murariu, Paraschiv |
| 9 aprilie 2025 20:30 | Promis 7 | (14–8)  | Ristovska 9       | Hala Widowiskowo-Sportowa, Koszalin Asistență: 2500 Arbitri: Murariu, Paraschiv |
| 9 aprilie 2025 20:30 | 6×       | Raport  | 1×                | Hala Widowiskowo-Sportowa, Koszalin Asistență: 2500 Arbitri: Murariu, Paraschiv |

| 12 aprilie 2025 19:00 | Macedonia de Nord | 21 – 23 | Polonia  | Sportska Sala Boro Čurlevski, Bitola Asistență: 3000 Arbitri: Hatipoğlu, Şimşek |
| 12 aprilie 2025 19:00 | Damianoska 5      | (10–10) | Balsam 7 | Sportska Sala Boro Čurlevski, Bitola Asistență: 3000 Arbitri: Hatipoğlu, Şimşek |
| 12 aprilie 2025 19:00 | 2×                | Raport  | 4×       | Sportska Sala Boro Čurlevski, Bitola Asistență: 3000 Arbitri: Hatipoğlu, Şimşek |

| 10 aprilie 2025 19:00 | Suedia          | 51 – 16 | Kosovo   | Brinova Arena, Karlskrona Asistență: 2440 Arbitri: Snær, Bjarmi |
| 10 aprilie 2025 19:00 | Hagman, Lerby 7 | (28–8)  | Qorraj 5 | Brinova Arena, Karlskrona Asistență: 2440 Arbitri: Snær, Bjarmi |
| 10 aprilie 2025 19:00 | 3× 1×           | Raport  | 3×       | Brinova Arena, Karlskrona Asistență: 2440 Arbitri: Snær, Bjarmi |

| 13 aprilie 2025 17:15 | Kosovo    | 24 – 43 | Suedia  | Pallati i Rinisë dhe i Sporteve, Priștina Asistență: 550 Arbitri: Pavićević, Martinović |
| 13 aprilie 2025 17:15 | Qorraj 11 | (9–24)  | Lerby 7 | Pallati i Rinisë dhe i Sporteve, Priștina Asistență: 550 Arbitri: Pavićević, Martinović |
| 13 aprilie 2025 17:15 | 1×        | Raport  | 2× 1×   | Pallati i Rinisë dhe i Sporteve, Priștina Asistență: 550 Arbitri: Pavićević, Martinović |

| 9 aprilie 2025 18:00 | Slovenia  | 29 – 29 | Serbia  | Dvorana Golovec, Celje Asistență: 1500 Arbitri: Lovin, Stancu |
| 9 aprilie 2025 18:00 | Stanko 14 | (14–13) | Lekić 7 | Dvorana Golovec, Celje Asistență: 1500 Arbitri: Lovin, Stancu |
| 9 aprilie 2025 18:00 | 3× 1×     | Raport  | 6×      | Dvorana Golovec, Celje Asistență: 1500 Arbitri: Lovin, Stancu |

| 13 aprilie 2025 18:00 | Serbia         | 33 – 31 | Slovenia  | Ustanova sportski centar, Bor Asistență: 3000 Arbitri: Weijmans, Wolbertus |
| 13 aprilie 2025 18:00 | Krpež Šlezak 8 | (16–16) | Stanko 10 | Ustanova sportski centar, Bor Asistență: 3000 Arbitri: Weijmans, Wolbertus |
| 13 aprilie 2025 18:00 | 3× 1×          | Raport  | 3× 2×     | Ustanova sportski centar, Bor Asistență: 3000 Arbitri: Weijmans, Wolbertus |

| 9 aprilie 2025 19:00 | Portugalia   | 19 – 31 | Muntenegru            | Pavilhão Multiusos, Fafe Asistență: 1100 Arbitri: Cournil, Lamour |
| 9 aprilie 2025 19:00 | Figueiredo 6 | (11–14) | Brnović, Pletikosić 6 | Pavilhão Multiusos, Fafe Asistență: 1100 Arbitri: Cournil, Lamour |
| 9 aprilie 2025 19:00 | 3×           | Raport  | 2× 1×                 | Pavilhão Multiusos, Fafe Asistență: 1100 Arbitri: Cournil, Lamour |

| 12 aprilie 2025 18:00 | Muntenegru | 30 – 26 | Portugalia   | BEMAX Arena, Podgorica Asistență: 2245 Arbitri: Brodić, Hodžić |
| 12 aprilie 2025 18:00 | Vukčević 8 | (16–13) | Figueiredo 8 | BEMAX Arena, Podgorica Asistență: 2245 Arbitri: Brodić, Hodžić |
| 12 aprilie 2025 18:00 | 2× 1×      | Raport  | 3×           | BEMAX Arena, Podgorica Asistență: 2245 Arbitri: Brodić, Hodžić |

| 9 aprilie 2025 19:00 | Insulele Feroe | 36 – 26 | Lituania        | Við Tjarnir, Torshavn Asistență: 2748 Arbitri: Uhlíř, Beňuš |
| 9 aprilie 2025 19:00 | Mittún 9       | (15–11) | Pilikauskaitė 9 | Við Tjarnir, Torshavn Asistență: 2748 Arbitri: Uhlíř, Beňuš |
| 9 aprilie 2025 19:00 | 3× 1×          | Raport  | 2× 1×           | Við Tjarnir, Torshavn Asistență: 2748 Arbitri: Uhlíř, Beňuš |

| 13 aprilie 2025 16:00 | Lituania         | 30 – 29 | Insulele Feroe   | Jonavos sporto arena, Jonava Asistență: 800 Arbitri: Kinnari, Skogberg |
| 13 aprilie 2025 16:00 | Pilikauskaitė 10 | (14–11) | Poulsen, Weyhe 5 | Jonavos sporto arena, Jonava Asistență: 800 Arbitri: Kinnari, Skogberg |
| 13 aprilie 2025 16:00 | 3× 1×            | Raport  | 5×               | Jonavos sporto arena, Jonava Asistență: 800 Arbitri: Kinnari, Skogberg |

| 10 aprilie 2025 17:15 | Cehia      | 35 – 19 | Ucraina | Rocknet aréna, Chomutov Asistență: 1507 Arbitri: Pagh, Thygesen |
| 10 aprilie 2025 17:15 | Korešová 7 | (17–12) | Șukal 6 | Rocknet aréna, Chomutov Asistență: 1507 Arbitri: Pagh, Thygesen |
| 10 aprilie 2025 17:15 | 2× 1×      | Raport  | 5×      | Rocknet aréna, Chomutov Asistență: 1507 Arbitri: Pagh, Thygesen |

| 13 aprilie 2025 19:00 | Ucraina | 27 – 26 | Cehia      | Jonavos sporto arena, Jonava Asistență: 200 Arbitri: Lidacka, Lesiak |
| 13 aprilie 2025 19:00 | Șukal 9 | (11–15) | Korešová 6 | Jonavos sporto arena, Jonava Asistență: 200 Arbitri: Lidacka, Lesiak |
| 13 aprilie 2025 19:00 | 5× 2×   | Raport  | 3×         | Jonavos sporto arena, Jonava Asistență: 200 Arbitri: Lidacka, Lesiak |

| 10 aprilie 2025 17:30 | Croația   | 27 – 26 | Spania                  | Sportska dvorana „Josip Samaržija - Bepo”, Koprivnica Asistență: 2000 Arbitri: Gasmi, Gasmi |
| 10 aprilie 2025 17:30 | Barišić 8 | (17–12) | Fernández, So Delgado 5 | Sportska dvorana „Josip Samaržija - Bepo”, Koprivnica Asistență: 2000 Arbitri: Gasmi, Gasmi |
| 10 aprilie 2025 17:30 | 5× 1×     | Raport  | 3×                      | Sportska dvorana „Josip Samaržija - Bepo”, Koprivnica Asistență: 2000 Arbitri: Gasmi, Gasmi |

| 13 aprilie 2025 12:00 | Spania       | 23 – 17 | Croația                  | Polideportivo „Dr. Juan Carlos Mateo”, Algeciras Asistență: 1900 Arbitri: Cipov, Klus |
| 13 aprilie 2025 12:00 | So Delgado 8 | (9–7)   | Barišić, Milosavljević 4 | Polideportivo „Dr. Juan Carlos Mateo”, Algeciras Asistență: 1900 Arbitri: Cipov, Klus |
| 13 aprilie 2025 12:00 | 2×           | Raport  | 7× 1×                    | Polideportivo „Dr. Juan Carlos Mateo”, Algeciras Asistență: 1900 Arbitri: Cipov, Klus |

| 10 aprilie 2025 18:00 | Austria     | 36 – 29 | Turcia  | Multiversum, Schwechat Asistență: 1253 Arbitri: Backović, Palačković |
| 10 aprilie 2025 18:00 | Reichert 10 | (13–13) | İskit 8 | Multiversum, Schwechat Asistență: 1253 Arbitri: Backović, Palačković |
| 10 aprilie 2025 18:00 | 3× 1×       | Raport  | 6× 1×   | Multiversum, Schwechat Asistență: 1253 Arbitri: Backović, Palačković |

| 13 aprilie 2025 19:00 | Turcia    | 25 – 30 | Austria               | Amasya Spor Salonu, Amasya Asistență: 3000 Arbitri: Vujačić, Kažanegra |
| 13 aprilie 2025 19:00 | Öztürk 10 | (11–14) | Schlegel, Stankovic 6 | Amasya Spor Salonu, Amasya Asistență: 3000 Arbitri: Vujačić, Kažanegra |
| 13 aprilie 2025 19:00 | 1×        | Raport  | 4×                    | Amasya Spor Salonu, Amasya Asistență: 3000 Arbitri: Vujačić, Kažanegra |

| 9 aprilie 2025 19:30 | Islanda          | 39 – 27 | Israel  | Ásvöllum, Hafnarfjörður Asistență: 0 Arbitri: Radčenko, Pērsis |
| 9 aprilie 2025 19:30 | Ásgeirsdóttir 10 | (20–10) | Shaul 9 | Ásvöllum, Hafnarfjörður Asistență: 0 Arbitri: Radčenko, Pērsis |
| 9 aprilie 2025 19:30 | 2× 1×            | Raport  | 1×      | Ásvöllum, Hafnarfjörður Asistență: 0 Arbitri: Radčenko, Pērsis |

| 10 aprilie 2025 19:30 | Israel   | 21 – 31 | Islanda         | Ásvöllum, Hafnarfjörður Asistență: 0 Arbitri: Radčenko, Pērsis |
| 10 aprilie 2025 19:30 | Vakrat 6 | (11–16) | Ásgeirsdóttir 8 | Ásvöllum, Hafnarfjörður Asistență: 0 Arbitri: Radčenko, Pērsis |
| 10 aprilie 2025 19:30 | 3×       | Raport  | 3×              | Ásvöllum, Hafnarfjörður Asistență: 0 Arbitri: Radčenko, Pērsis |